# Budeč (Hněvkovice)
Budeč (německy Budetsch) je malá vesnice, část obce Hněvkovice v okrese Havlíčkův Brod. Nachází se asi 2,5 km na jih od Hněvkovic. V roce 2009 zde bylo evidováno 6 adres. V roce 2001 zde žili čtyři obyvatelé.
Budeč leží v katastrálním území Budeč nad Želivkou o rozloze 3,23 km2.

## Historie
V letech 1869–1929 byla vesnice osadou obce Hněvkovice. V letech 1930-1960 samostatnou obcí v okrese Ledeč nad Sázavou, od roku 1961 je Budeč částí obce Hněvkovice.

## Významní rodáci
- Karel Vojtěch Prokop (1860–1914), učitel, spisovatel a překladatel